# Christian Miniussi
Christian Carlos Miniussi Ventureira (ur. 5 lipca 1967 w Buenos Aires) – argentyński tenisista, reprezentant w Pucharze Davisa, brązowy medalista igrzysk olimpijskich z Barcelony (1992) w grze podwójnej.

## Kariera tenisowa
Zawodowym tenisistą był w latach 1984–1995.
W grze pojedynczej Miniussi odniósł 1 triumf w zawodach rangi ATP World Tour oraz uczestniczył w 1 finale.
W grze podwójnej doszedł do 10 finałów turniejów rangi ATP World Tour, z których w 5 zwyciężył.
W 1992 zagrał na igrzyskach olimpijskich w Barcelonie. Z konkurencji singlowej odpadł w 1 rundzie wyeliminowany przez Fabrice’a Santoro. W rozgrywkach deblowych zdobył brązowy medal wspólnie z Javierem Franą. Mecz o udział w finale Argentyńczycy przegrali z Niemcami Borisem Beckerem i Michaelem Stichem.
Miniussi w latach 1986–1992 reprezentował Argentynę w Pucharze Davisa. Zagrał w 1 przegranym pojedynku singlowym oraz 11 deblowych, z których w 4 triumfował.
W rankingu gry pojedynczej najwyżej był na 57. miejscu (18 maja 1992), a w klasyfikacji gry podwójnej na 37. pozycji (15 sierpnia 1988).

### Finały w turniejach ATP World Tour
| Legenda                                      |
| -------------------------------------------- |
| Wielki Szlem                                 |
| Igrzyska olimpijskie                         |
| Tennis Masters Cup / ATP Finals              |
| ATP Masters Series / ATP Tour Masters 1000   |
| ATP International Series Gold / ATP Tour 500 |
| ATP International Series / ATP Tour 250      |

#### Gra pojedyncza (1–1)
| Końcowy wynik | Nr | Data              | Turniej   | Nawierzchnia | Przeciwnik      | Wynik finału      |
| ------------- | -- | ----------------- | --------- | ------------ | --------------- | ----------------- |
| Zwycięzca     | 1. | 10 listopada 1991 | São Paulo | Twarda       | Jaime Oncins    | 2:6, 6:3, 6:4     |
| Finalista     | 2. | 9 lutego 1992     | Maceió    | Ceglana      | Tomás Carbonell | 6:7(12), 7:5, 2:6 |

#### Gra podwójna (5–5)
| Końcowy wynik | Nr | Data                | Turniej       | Nawierzchnia | Partner         | Przeciwnicy                           | Wynik finału  |
| ------------- | -- | ------------------- | ------------- | ------------ | --------------- | ------------------------------------- | ------------- |
| Zwycięzca     | 1. | 2 marca 1985        | Buenos Aires  | Ceglana      | Martín Jaite    | Eduardo Bengoechea Diego Pérez        | 6:4, 6:3      |
| Finalista     | 1. | 27 września 1987    | Barcelona     | Ceglana      | Javier Frana    | Miloslav Mečíř Tomáš Šmíd             | 1:6, 2:6      |
| Finalista     | 2. | 8 maja 1988         | Monachium     | Ceglana      | Alberto Mancini | Rick Leach Jim Pugh                   | 6:7, 1:6      |
| Zwycięzca     | 2. | 22 maja 1988        | Florencja     | Ceglana      | Javier Frana    | Claudio Pistolesi Horst Skoff         | 7:6, 6:4      |
| Finalista     | 3. | 31 lipca 1988       | Bordeaux      | Ceglana      | Diego Nargiso   | Joakim Nyström Claudio Panatta        | 1:6, 4:6      |
| Zwycięzca     | 3. | 14 sierpnia 1988    | Saint-Vincent | Ceglana      | Alberto Mancini | Paolo Canè Balázs Taróczy             | 6:4, 5:7, 6:3 |
| Finalista     | 4. | 2 października 1988 | Palermo       | Ceglana      | Alberto Mancini | Carlos di Laura Marcelo Filippini     | 2:6, 0:6      |
| Zwycięzca     | 4. | 24 września 1989    | Barcelona     | Ceglana      | Gustavo Luza    | Sergio Casal Tomáš Šmíd               | 6:3, 6:3      |
| Finalista     | 5. | 4 sierpnia 1991     | San Marino    | Ceglana      | Diego Pérez     | Jordi Arrese Carlos Costa             | 3:6, 6:3, 3:6 |
| Zwycięzca     | 5. | 12 lipca 1992       | Båstad        | Ceglana      | Tomás Carbonell | Christian Bergström Magnus Gustafsson | 6:4, 7:5      |